# Messier 67
Messier 67 (také M67 nebo NGC 2682) je otevřená hvězdokupa v souhvězdí Raka s magnitudou 6,1. Objevil ji Johann Gottfried Koehler před rokem 1779. Se svým stářím přibližně 4 miliard let je nejstarší otevřenou hvězdokupou Messierova katalogu a jednou z nejstarších otevřených hvězdokup vůbec, a proto se stala předmětem mnoha vědeckých výzkumů.

## Pozorování

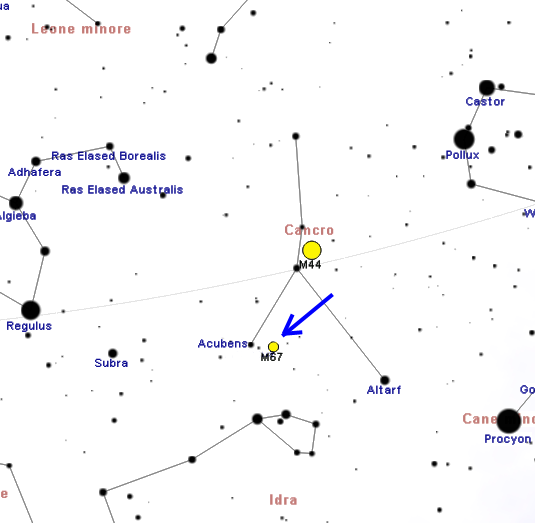
Poloha M 67 v souhvězdí Raka.

M67 je poměrně rozsáhlá a snadno vyhledatelná hvězdokupa. Nachází se 2° západně od hvězdy Acubens (α Cancri) v jižní části souhvězdí Raka a přibližně 9° jižně od jasné hvězdokupy Jesličky. M67 má hvězdnou velikost 6,1 a za vhodných pozorovacích podmínek je tedy na hranici viditelnosti pouhým okem, takže malým triedrem, například 7x30, ji není těžké nalézt. Ovšem pomocí malého triedru nebo dalekohledu o průměru objektivu 60 mm se ukáže pouze jako skvrna mlhavého vzhledu s několika hvězdami uprostřed. K jejímu rozložení na mnoho hvězd je tedy potřeba použít větší dalekohled. S průměrem dalekohledu 120 až 140 mm je možné v ní pozorovat desítky hvězd se žlutým odstínem, zatímco dalekohled o průměru 200 mm a větším ji dokonale rozloží na jednotlivé hvězdy, aniž by zůstal jakýkoliv náznak mlhoviny.
Hvězdokupa leží na severní nebeské polokouli necelých 12° od nebeského rovníku, takže je snadno pozorovatelná z obou zemských polokoulí. Nejvhodnější období pro její pozorování na večerní obloze je od ledna do června.

## Historie pozorování
Hvězdokupu M67 jako první pozoroval pravděpodobně Johann Gottfried Koehler před rokem 1779. Jeho dalekohled ovšem nedostačoval k jejímu rozložení na jednotlivé hvězdy. 6. dubna 1780 hvězdokupu nezávisle spoluobjevil Charles Messier, zapsal ji do svého katalogu a popsal ji v něm jako kupu malinkých hvězd ponořených v mlhovině. Na jednotlivé hvězdy ji úplně rozložil až William Herschel v roce 1783. Napsal, že jde o hvězdokupu bez náznaků mlhoviny a že je viditelná i malými dalekohledy. Admirál Smyth ji také pozoroval a popsal ji jako rozptýlenou hvězdokupu tvořenou slabými hvězdami převážně 9. a 10. magnitudy.

## Vlastnosti
Se svou vzdáleností od Země kolem 2 700 světelných let je M67 k Zemi nejbližší starou hvězdokupou a stala se tak důležitým objektem pro výzkum vývoje hvězd. Přestože není nejstarší známou otevřenou hvězdokupou, je pro vědce velmi významná, protože ji mezihvězdný prach nezastiňuje buď vůbec, nebo velmi málo.
Leží daleko od galaktické roviny. Vypadá jako velmi zhuštěná hvězdokupa, jejíž jádro má zdánlivý průměr přibližně 15′ a skutečný průměr přibližně 12 světelných let. Její radiální rychlost je 33,1 ± 0,6 km/s a od Země se tedy vzdaluje rychlostí 119 000 km/h. Tato rychlost má původ v oběžné rychlosti hvězdokupy kolem jádra Galaxie a vlastní rychlosti Slunce a Země. S odhadovaným stářím přibližně 4 miliard let (předchozí odhady uváděly 3,2 miliardy) je jednou z nejstarších známých otevřených hvězdokup. Odhaduje se, že M67 zůstane otevřenou hvězdokupou dalších asi 5 miliard let. Ještě staršími hvězdokupami jsou například NGC 6791
a NGC 188.

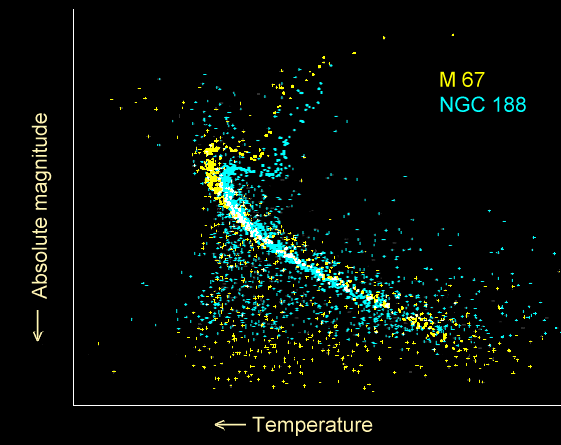
H–R diagram hvězdokup M 67 (žlutá) a NGC 188 (modrá).

Hvězdná velikost hvězdokupy je 6,1 a úhlový průměr 30 obloukových minut. Obsahuje více než tisíc hvězd, ze kterých asi 500 dosahuje jasnosti mezi 10. a 16. magnitudou. Mezi nimi je 11 jasných obrů spektrálního typu K s absolutní magnitudou od +0,5 do +1,5. Do hvězdokupy ovšem patří také několik zvláštních modrých hvězd hlavní posloupnosti, které patří mezi modré opozdilce a nejjasnější z nich má hvězdnou velikost 10 a spektrální typ B8 nebo B9. Dále obsahuje 200 bílých trpaslíků a 100 hvězd podobných Slunci. Díky jejímu obsahu mnoha hvězd různých typů je M67 podrobně zkoumána: Shapley v roce 1917 provedl první průzkum barvy a magnitudy jejích hvězd,
Barnard v téže době prováděl přesná měření poloh hlavních hvězd (kvůli určení jejich pohybu),
Daniel M. Popper v roce 1954 měřil spektrum jejích nejjasnějších hvězd
a v roce 1955 Johnson a Sandage vytvořili první přesný H–R diagram jejích přibližně 500 hvězd a určili tak její stáří a vývojový stav.
Kromě modrých opozdilců hvězdokupa neobsahuje jiné hvězdy hlavní posloupnosti žhavější než třídy F, protože všechny jasnější hvězdy již stihly opustit hlavní posloupnost. Na H–R diagramu je vlevo nahoře výrazná odbočka z hlavní posloupnosti, která odpovídá hvězdám se skončenou fúzí vodíku. Tyto hvězdy se stávají červenými obry. V průběhu milionů let se tato odbočka posunuje dolů podél hlavní posloupnosti.
Do roku 2015 bylo ve hvězdokupě potvrzeno 25 zdrojů rentgenového záření, z nichž většina jsou vzájemně se ovlivňující dvojhvězdy typu RS CVn s oběžnou dobou 10 dní nebo méně.
V jihozápadní části hvězdokupy je vidět skupina devíti hvězd známých v angličtině jako Dipper, která má tvar komety se zahnutým ohonem. Mezi těmito hvězdami je také proměnná hvězda S 999. Hvězdokupa také obsahuje mnoho dalších zákrytových a spektroskopických proměnných hvězd, z nichž mnohé jsou pozorovatelné amatérskými dalekohledy s CCD kamerou.

## Blízké hvězdokupy

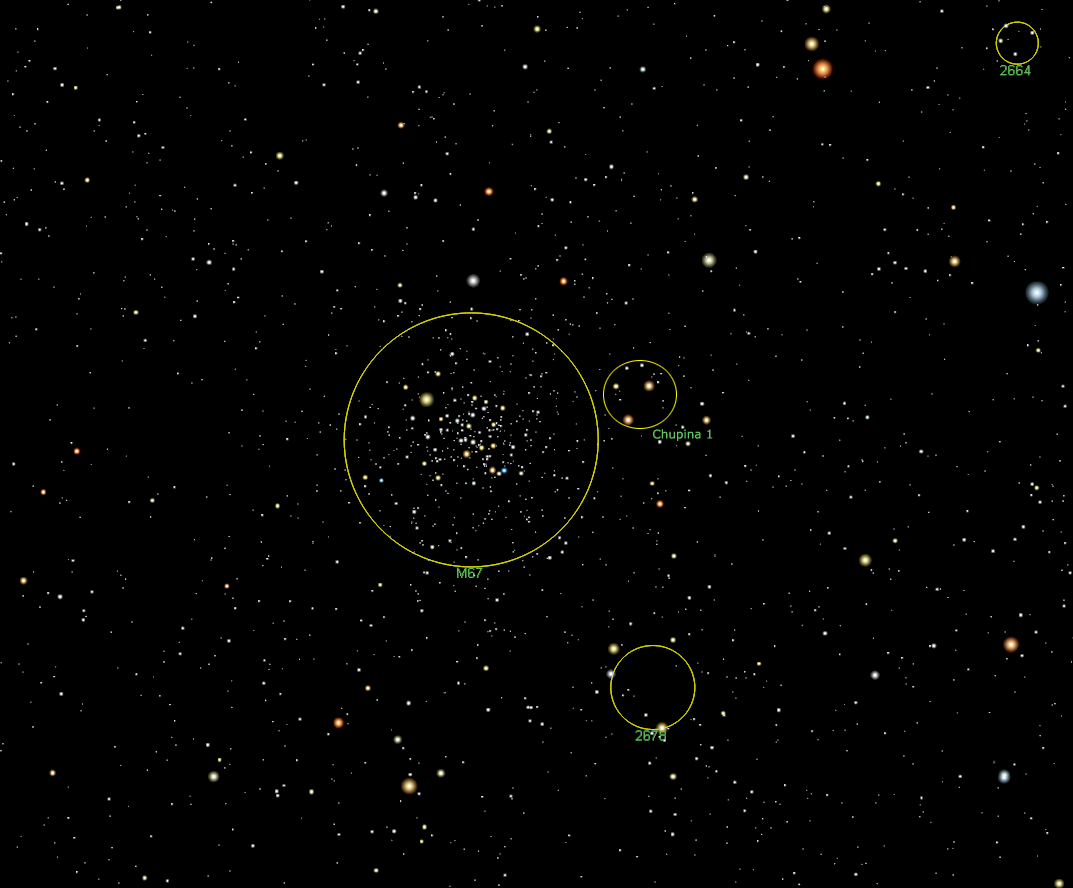
Okolí hvězdokupy M 67 s blízkými hvězdokupami.

V průběhu času byla kolem M67 objevena a zapsána do katalogů další hvězdná seskupení, která byla považována za samostatné otevřené hvězdokupy. Časem však byla jejich samostatnost zpochybněna.

### NGC 2678
Jihozápadním směrem nedaleko od M67 leží záhadná málo zhuštěná hvězdokupa NGC 2678. Tvoří ji 16 viditelných hvězd, z nichž některé jsou 8. a 9. magnitudy. Výzkum z roku 2010 se pokusil určit pravou podstatu této hvězdokupy: podle vědců jsou její hvězdy ve skutečnosti uvolněnými členy M67, zatímco nejjasnější z nich, které tyto členy ohraničují, jsou samostatnými hvězdami. To by mohlo znamenat, že NGC 2678 není samostatným objektem, ale spíše výběžkem hvězdokupy M67.

### Chupina 1
Výzkum z roku 1998 zaměřený na hvězdná zhuštění na okraji M67 umožnil určit několik útvarů tvořených rozptýlenými hvězdami, které kdysi patřily k této hvězdokupě. Mezi nimi byla objevena skupina hvězd, která utvořila samostatnou hvězdokupu v blízkosti M67 a má i stejný vlastní pohyb prostorem. Tento objekt dostal označení Chupina 1. Zároveň vyvstala otázka, jak se objekt vytvořil, zda již na začátku vývoje M67, v průběhu jejího vývoje, nebo vznikla sdružením bývalých členů M67, kteří se oddělili z hlavní části hvězdokupy.

### Knihy
Obecné kapitoly
- O'MEARA, Stephen James. Deep Sky Companions: The Messier Objects. New York: Cambridge University Press, 1998. Dostupné online. ISBN 0-521-55332-6. (anglicky)

### Mapy hvězdné oblohy
- Toshimi Taki. Taki's 8.5 Magnitude Star Atlas [online]. 2005 [cit. 2018-01-09]. Dostupné v archivu pořízeném dne 2018-11-05. (anglicky) - Atlas hvězdné oblohy volně stažitelný ve formátu PDF.
- TIRION; RAPPAPORT; LOVI. Uranometria 2000.0 - Volume I - The Northern Hemisphere to -6°. Richmond, Virginia, USA: Willmann-Bell, inc., 1987. Dostupné online. ISBN 0-943396-14-X.
- TIRION; SINNOTT. Sky Atlas 2000.0. 2. vyd. Cambridge, USA: Cambridge University Press, 1998. ISBN 0-933346-90-5.
- TIRION. The Cambridge Star Atlas 2000.0. 3. vyd. Cambridge, USA: Cambridge University Press, 2001. Dostupné online. ISBN 0-521-80084-6.